# Лінда Дарнелл
Монетта Елойз Дарнелл (англ. Monetta Eloyse Darnell), відома як Лінда Дарне́лл (англ. Linda Darnell; нар. 16 жовтня 1923 — пом. 10 квітня 1965) — американська акторка. Удостоєна зірки на Голлівудській алеї слави на Вайн-стріт 1631.

## Кар'єра
Народилась 16 жовтня 1923 року в Даласі (штат Техас, США) в сім'ї Калвіна Дарнелла и Перл Браун. Всього у сім'ї було четверо дітей, а в матері було ще двоє дітей від попереднього шлюбу. Мати завжди хотіла, щоб Лінда працювала у сфері розваг, і була впевнена, що вона має талант.
Її кар'єра почалася ще в дитинстві — з 11 років вона працювала моделлю, а з 13 — виступала на сцені. Її помітив один з голівудських агентів і запросив до Лос-Анджелеса, але виявилось, що Дарнел збрехала про свій вік, тож була відправлена додому.
У 1939 році вона повернулася в Голівуд і її кар'єра почала стрімко розвиватися. Незабаром з'явилася в таких фільмах, як «Кров і пісок» (1941), «Пісня Бернадетти» (1943), «Буффало Білл» (1944) та в інших.
Найбільшого успіху досягла наприкінці 1940-х після того, як з'явилася у фільмах «Амбер назавжди» (1947), «Тільки ваш» (1948) і «Лист трьом дружинам» (1949). Попри успішну кар'єру й безліч помітних, відомих ролей, ніколи не була ні номінанткою, ні лауреаткою кінопремій, що позначилося на її подальшій кар'єрі. Через алкоголізм і надмірну вагу на початку 1950-х Дарнелл майже перестала зніматися.

## Особисте життя
Була одружена з кінооператором Джеєм Певерелл Марлі (1943—1951), — мала прийомну дочку Шарлотту Мілдред Марлі (в шлюбі Адамс; народ. 1945). Вдруге одружилася з бізнесменом Філіпом Лібманном (1954—1955), втретє — з мілотом Мерлом Роєм Робертсоном (1957—1963).
41-річна Лінда Дарнелл померла 10 квітня 1965 від опіків, отриманих під час пожежі у власному будинку в селі Гленв'ю (штат Іллінойс, США), де перебувала з дочкою і друзями. Як повідомлялося, спочатку з палаючого будинку врятували дочку, а потім спробувала врятуватися й сама Дарнелл — вона доповзла до дверей і спробувала відчинити їх, але не змогла — дверна ручка була дуже гарячою.

## Вибрана фільмографія
- 1940 — Брігхем Янг
- 1943 — Пісня Бернадетти
- 1944 — Це сталося завтра
- 1946 — Моя дорога Клементина